# Dollari che scottano
Dollari che scottano (Private Hell 36) è un film del 1954 diretto da Don Siegel.
È un film noir statunitense ambientato a New York con Ida Lupino, Steve Cochran e Howard Duff.

## Trama
Gli investigatori della polizia di Los Angeles Cal Bruner (Steve Cochran), un poliziotto canaglia, e Jack Farnham (Howard Duff), il suo compagno, decidono di dividere migliaia di dollari che hanno trovato da un contraffattore recentemente ucciso, e vengono assegnati dal loro capitano nella ricerca dei soldi mancanti.
Le cose peggiorano quando un ricattatore entra in scena, e uno sbirro viene coinvolto romanticamente con Lili Marlowe (Ida Lupino), una cantante di night club. Farnham decide di diventare onesto e consegnare i soldi ai suoi superiori, ma l'altro poliziotto decide di prenderli tutti.

## Produzione
Il film, diretto da Don Siegel su una sceneggiatura di Collier Young e Ida Lupino, fu prodotto dallo stesso Young per la The Filmakers e girato nell'Hollywood Park Racetrack a Inglewood e nei Republic Studios a North Hollywood, in California, nel giugno del 1954.

## Colonna sonora
- Didn't You Know? - scritta da John Franco, cantata da Ida Lupino

## Distribuzione
Il film fu distribuito con il titolo Private Hell 36 negli Stati Uniti dal 3 settembre 1954 al cinema dalla Filmakers.
Altre distribuzioni:
- in Danimarca il 30 maggio 1955 (Nøgle nr. 36)
- in Finlandia l'8 luglio 1955 (Rikollisen tuho)
- in Francia il 31 agosto 1955 (Marseilles)
- in Germania Ovest il 2 marzo 1956 (Hölle 36)
- in Francia il 29 giugno 1956 (Paris)
- in Austria nel luglio del 1956 (Hölle 36)
- negli Stati Uniti (Baby Face Killers, redistribuzione)
- in Brasile (Dinheiro Maldito)
- in Italia (Dollari che scottano)
- in Svezia (Heta pengar)
- in Francia (Ici brigade criminelle)
- in Spagna (Infierno 36)
- in Grecia (To mystiko tou domatiou 36)

## Critica
Secondo il Morandini è apprezzabile la fotografia ma il regista Siegel non incide. Secondo Leonard Maltin è un "racconto ben equilibrato" che risulterebbe interessante per essere una pellicola a basso budget. Di rilievo è il cast, ma la sceneggiatura risulterebbe troppo invadente nella seconda parte del film.

## Promozione
Le tagline sono:
- THEY LIVE BY NIGHT...
- These are the Night Faces...living on the edge of evil and violence...making their own(...)